# Nothoporinia
Nothoporinia là một chi bướm đêm thuộc họ Geometridae.